# Dead by April
I Dead by April sono un gruppo alternative metal formatosi a Göteborg, in Svezia nel 2007.

## Storia
Dal 2007 al 2008 la band non ha pubblicato alcuna incisione. Anche se la maggior parte delle canzoni che davano agli amici trapelavano su molti siti peer to peer. Durante questi anni hanno anche suonato in vari locali attorno a Göteborg. La band produsse un singolo per le radio, Falling Behind. Nel 2008, la band ha ricevuto due premi, entrambi per i migliori esordienti, agli "Swedish Metal Awards" e ai "Bandit Rock Awards". Il 23 aprile del 2010 sul sito Myspace della band è stato annunciato il ritiro ufficiale di Pontus Hjelm (cantante e chitarrista) dal gruppo. Il motivo che lo ha spinto a ciò è il fatto che non voleva continuare a far parte della band, preferendo piuttosto concentrarsi a scrivere canzoni che, visti gli impegni del gruppo, non riusciva a stendere. Però, nonostante Pontus non sarebbe stato più un membro dei Dead by April, voleva continuare a scrivere canzoni per loro. Zandro Santiago è diventato il successore di Pontus. Il 17 maggio la band ha pubblicato il quarto singolo, Love like blood, cover della canzone originale di Killing Joke. La novità del singolo sta nel fatto che è stato registrato insieme al nuovo cantante. Inoltre sul sito ufficiale è stato reso noto che, per tutto il mese di ottobre (dal 9 al 30), i Dead by April avranno una tournée in Inghilterra e si esibiranno insieme alla band My Passion, mentre l'11 e il 12 dicembre 2010 saranno prima a Mosca e poi a San Pietroburgo.

### Il primo album (2009)
Il loro primo singolo Losing You è uscito il 6 marzo 2009 sulla loro pagina di Myspace. La canzone fece attirare attenzioni sulla band dopo che fu scelta come colonna sonora del reality show Expedition Robinson nel 2009. Il 13 maggio 2009, uscì il loro album di debutto Dead by April tramite Universal Records. L'album contiene 13 canzoni, 11 delle quali rimasterizzate dal demo e due inedite. L'album è stato pubblicato nel Regno Unito il 3 agosto 2009 tramite Spinefarm. In tal modo, il 21 luglio 2009 mentre erano in tour nel Regno Unito con gli Skindred, i Dead by April annunciarono che la canzone Angels of Clarity sarebbe stato il nuovo singolo per il Regno Unito. la band ha anche annunciato che avrebbe pubblicato in Svezia il singolo What Can I Say. Il 27 marzo 2010 hanno fatto da headliner al festival norvegese Rock mot Rus insieme a Turdus Musicus e Cyaneed.

### Stronger,IncomparableeMystery(2010-2014)
Pubblicato il 24 gennaio del 2011, Stronger, il primo album compilation della band, in cui sono presenti tracce acustiche, covers e remix delle versioni demo precedenti, ha dato un primo assaggio del futuro album Incomparable, presentando il singolo demo More than Yesterday. L'album è il primo in cui Zandro Santiago canta come cantante principale. Dopo una serie di tour, i Dead by April hanno confermato prima la loro presenza al Sonisphere Festival di Stoccolma il 9 luglio 2011, insieme a gruppi quale gli Slipknot e gli In Flames, poi, sulla loro pagina Facebook, hanno annunciato le date del tour in Europa, lo Slaught tour 2011, in compagnia dei Machinae Supremacy e dei Marionette, esibendosi rispettivamente in Danimarca, Paesi Bassi, Germania, Francia e concludendo con L'Inghilterra (8 novembre/ 10 novembre). Il 16 maggio è stato reso disponibile il loro primo EP, intitolato Within My Heart, in cui sono presenti due singoli del nuovo album Incomparable, Within My Heart e Two Faced, e una nuova versione registrata di Unhateable. Sempre su Facebook la band ha dato notizia di due buone nuove. La prima: un tour in Scandinavia nel mese di agosto - settembre, mentre il 6 luglio ha affermato che la realizzazione del nuovo album Incomparable è conclusa e che verrà messo in vendita in Europa dal 21 settembre 2011. Fino ad ora, i Dead by April hanno lasciato la loro impronta, facendo un'apparizione in singoli come Stronger di Lazee (feat. Zandro e Jimmie) e in Dreamer di Enjoy the View (feat. Jimmie). Nel 2012 è stato registrato il singolo Mystery, canzone con la quale hanno partecipato al Melodifestivalen versione 2012 piazzandosi al settimo posto con un totale di 52 punti. Il 18 marzo 2013 la band pubblicò sul proprio sito e sulla pagina Facebook l'allontanamento del cantante Jimmie Strimell per abuso di droghe, sostituendolo con Christoffer Stoffe Andersson.

### Let the World Know(2014-2016)
Nel febbraio 2014, il gruppo pubblica il terzo album in studio: Let the World Know.

### Worlds Collide(2017-presente)
Il 25 gennaio 2017 il gruppo ha annunciato che il quarto album in studio, intitolato Worlds Collide, pubblicato il 7 aprile 2017 con l'etichetta Universal. Il 26 aprile 2017 il gruppo annuncia l'uscita di Christoffer Andersson dal gruppo, rimpiazzato da Jimmie Strimell.
Il 6 marzo 2020, Pontus Hjelm ha rilasciato un comunicato sul sito e sulla pagina Facebook della band in cui dice che Jimmie Strimell è stato allontanato di nuovo dalla band per via dei medesimi problemi degli anni precedenti. Subito dopo, Pontus ha annunciato che Christopher Kristensen dei dEMOTIONAL sostituirà Strimell nella formazione..

## Formazione

### Formazione attuale
- Marcus Wesslén – basso (2007-presente)
- Marcus Rosell – batteria (2014-presente)
- Pontus Hjelm – chitarra, voce (2007-2010, 2010-presente)
- Christopher Kristensen - Screaming (2020- presente)

### Ex componenti
- Johan Olsson – chitarra, cori (2007-2010)
- Henric Carlsson – basso (2007)
- Alexander Svenningson – batteria (2007-2014)
- Zandro Santiago – voce (2010-2014)
- Jimmie Strimell – voce(2007-2013, 2017-2020)

## Discografia

### Album studio
- 2009 – Dead by April
- 2011 – Incomparable
- 2014 – Let the World Know
- 2017 – Worlds Collide

### Raccolte
- 2011 – Stronger

### Singoli
- 2009 – Losing You
- 2009 – What Can I Say
- 2009 – Angels of Clarity
- 2011 – Calling
- 2011 – Within My Heart
- 2012 – Mystery
- 2013 – Freeze Frame
- 2013 – As a Butterfly
- 2016 – Breaking Point
- 2017 – My Heart Is Crushable
- 2017 – Warrior
- 2020 – Memory
- 2020 – Bulletproof
- 2021 – Heartbeat Failing
- 2021 – Collapsing

### Collaborazioni
- 2011 – Lena Philipsson - Dancing in the Neon Light